# Джим Лоренц
Джеймс Пітер Лоренц-молодший (англ. James Peter Lorentz, Jr., нар. 1 травня 1947, Ватерлоо) — канадський хокеїст, що грав на позиції центрального нападника.

## Ігрова кар'єра
Професійну хокейну кар'єру розпочав 1968 року.
Протягом професійної клубної ігрової кар'єри, що тривала 11 років, захищав кольори команд «Баффало Сейбрс», «Нью-Йорк Рейнджерс», «Сент-Луїс Блюз» та «Бостон Брюїнс».
У 1970 році, граючи за команду «Бостон Брюїнс», став володарем Кубка Стенлі.
Загалом провів 659 матчів у НХЛ.